# Heinrich Mussinghoff

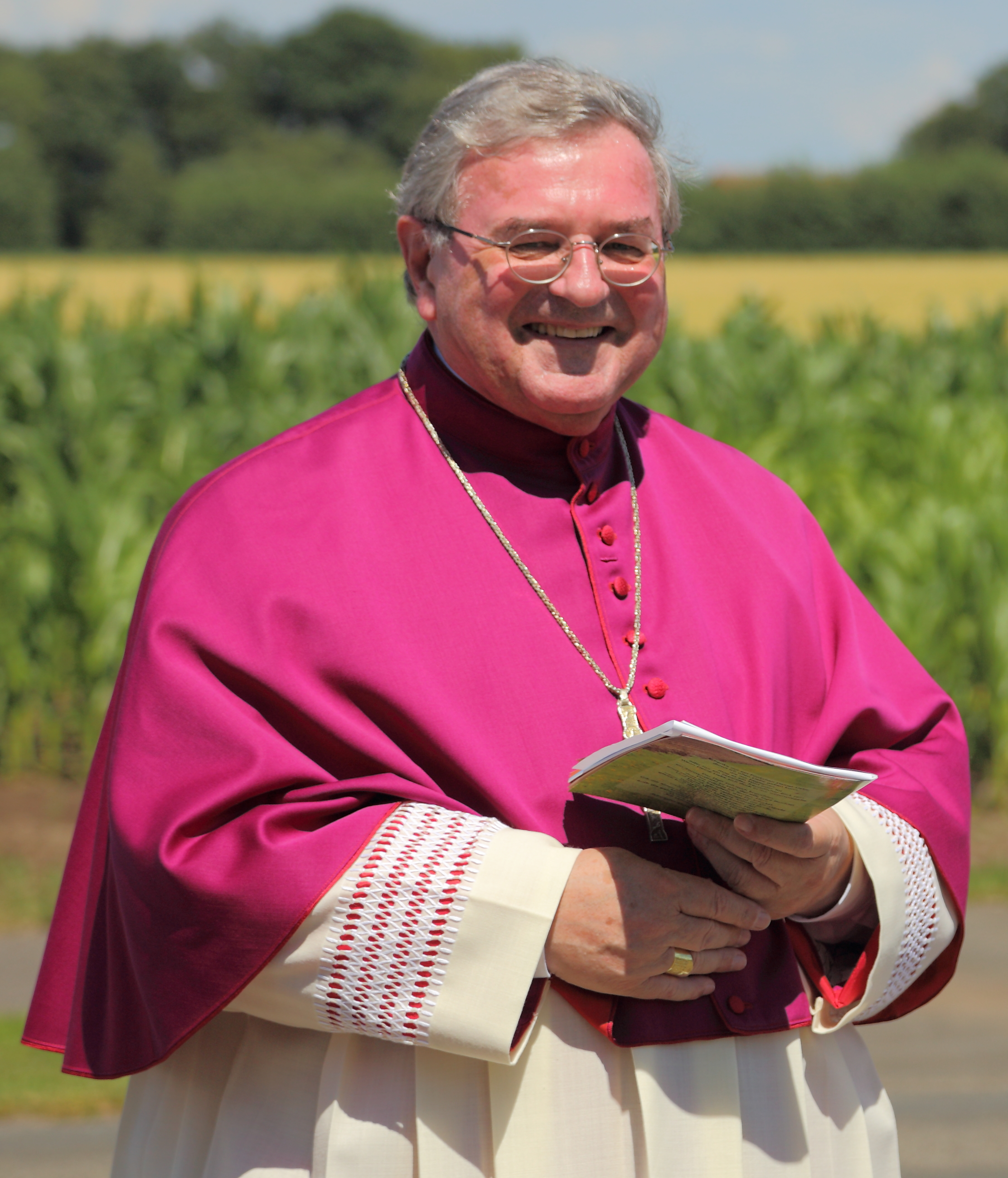
Heinrich Mussinghoff beim zweiten Euthymia-Tag 2014 in Halverde

Bischofswappen

Heinrich Mussinghoff (* 29. Oktober 1940 in Osterwick) ist ein römisch-katholischer Geistlicher und emeritierter Bischof von Aachen.

## Leben
Mussinghoff studierte Philosophie und Katholische Theologie in Münster und in Freiburg im Breisgau. Am 4. März 1967 wurde er zum Diakon geweiht. Am 29. Juni 1968 empfing er durch den Münsteraner Bischof Joseph Höffner die Priesterweihe. Von 1971 bis 1976 war er Bischofssekretär von Bischof Heinrich Tenhumberg. Er wurde 1978 mit dem Thema Theologische Fakultäten im Spannungsfeld von Staat und Kirche nach dem Preußenkonkordat promoviert.
Ab 1980 gehörte Mussinghoff dem Münsteraner Domkapitel an. Von 1981 bis 1995 war er als Offizial Leiter des Kirchlichen Gerichtes in Münster, nachdem er an der Gregorianischen Universität in Rom seine kirchenrechtlichen Studien ergänzt hatte. 1990 wurde er Dompropst in Münster.
Nachdem am 23. Januar 1994 Klaus Hemmerle, der Bischof von Aachen, gestorben war, ernannte Papst Johannes Paul II. Mussinghoff am 12. Dezember 1994 zum Bischof von Aachen. Joachim Kardinal Meisner spendete ihm am 11. Februar 1995 die Bischofsweihe; Mitkonsekratoren waren der Bischof von Münster, Reinhard Lettmann sowie der Aachener Weihbischof Gerd Dicke. Sein Wahlspruch ist Parate viam Domini („Bereitet den Weg des Herrn“).
1998 wurde er von Kardinal-Großmeister Carlo Kardinal Furno zum Großoffizier des Ritterordens vom Heiligen Grab zu Jerusalem ernannt und am 9. Mai 1998 im Mainzer Dom durch Anton Schlembach, Großprior der deutschen Statthalterei, investiert. Mussinghoff war zudem bis 2016 Prior der rheinisch-westfälischen Ordensprovinz des Ritterordens vom Heiligen Grab zu Jerusalem; 2016 wurde der Paderborner Erzbischof Hans-Josef Becker sein Nachfolger. 2015 leitete er die Investitur der deutschen Statthalterei in Mainz.
Von 1999 bis 2011 war er stellvertretender Vorsitzender der Deutschen Bischofskonferenz. Seit 2006 war Mussinghoff Vorsitzender der Unterkommission Fragen des Judentums in der Ökumenekommission der Deutschen Bischofskonferenz, zudem war er Mitglied des Evangelisch-Katholischen Kontaktgesprächskreises.
Papst Franziskus nahm am 8. Dezember 2015 seinen altersbedingten Rücktritt an.
Ein Gutachten der Münchner Anwaltskanzlei Westpfahl Spilker Wastl über den Umgang des Bistums Aachen mit sexuellem Missbrauch durch Priester wirft mehreren ehemaligen Bischöfen des Bistums Aachen, u. a. auch Mussinghoff, vor, mehr am Schutz der Täter interessiert gewesen zu sein als an der Fürsorge für die Opfer.

## Aufgaben in der römischen Kurie
- Mitglied des Obersten Gerichtshofes der Apostolischen Signatur (ab 1995, bestätigt 2000, 2006, 2011)
- Mitglied der Kongregation für den Klerus (ab 1999; bestätigt 2003, 2014)[7]

## Ehrungen
- Ehrendomkapitular des Domkapitels zu Münster (1994)
- Großoffizier des Ritterordens vom Heiligen Grab zu Jerusalem (1998)
- Ehrenring der Görres-Gesellschaft (2015)
- Aufnahme in die Animabruderschaft der römischen Santa Maria dell’Anima (2015)

## Bilder

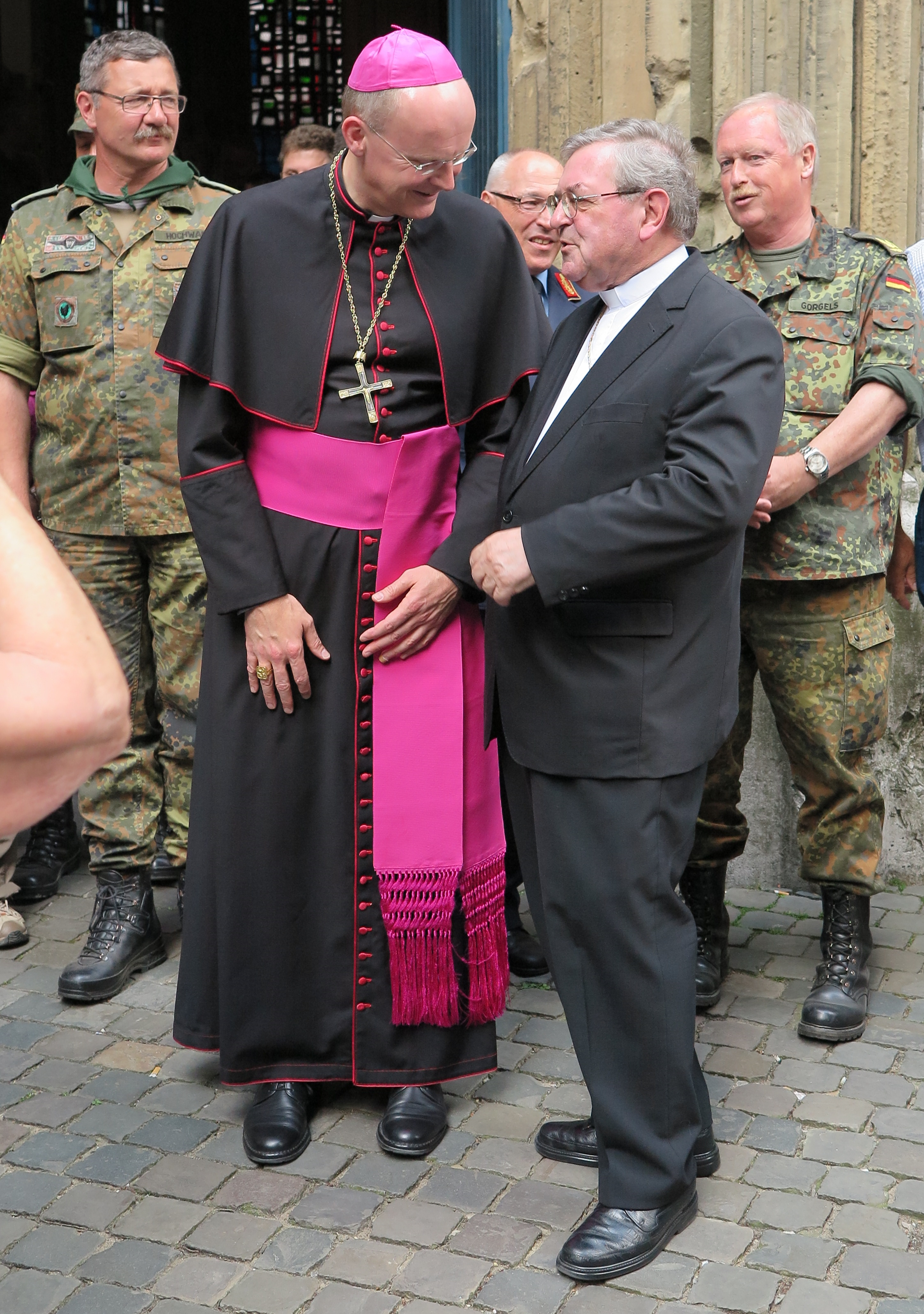
Mit Militärbischof Franz-Josef Overbeck während der Aachener Heiligtumsfahrt 2014.
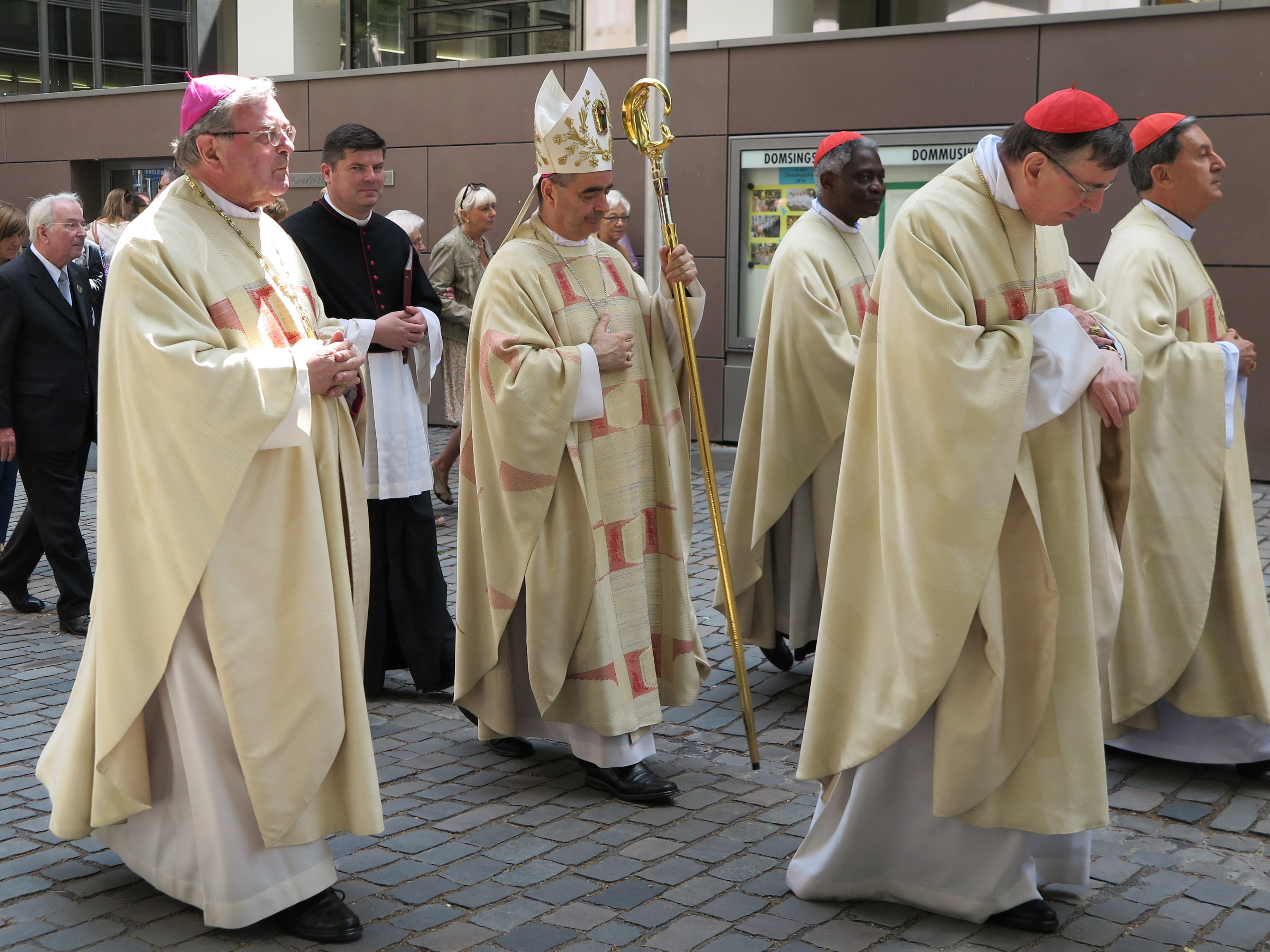
Bischof Heinrich Mussinghoff (links) während der Heiligtumsfahrt 2014 zusammen mit (von links) Erzbischof Nikola Eterović, den Kurienkardinälen Peter Turkson und Kurt Koch sowie Erzbischof Rubén Kardinal Salazar Gómez.
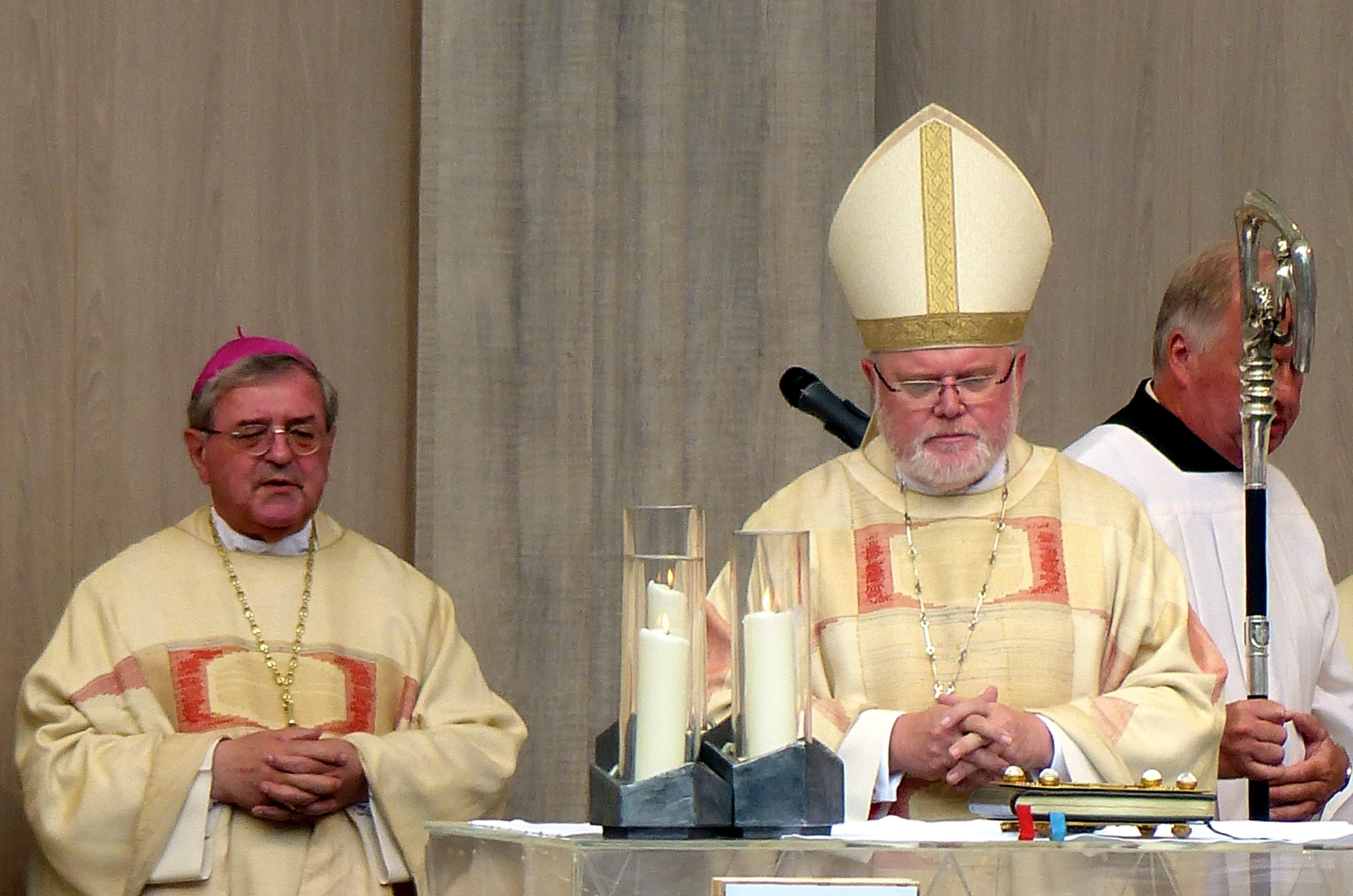
Mit Erzbischof Reinhard Kardinal Marx während der Aachener Heiligtumsfahrt 2014.
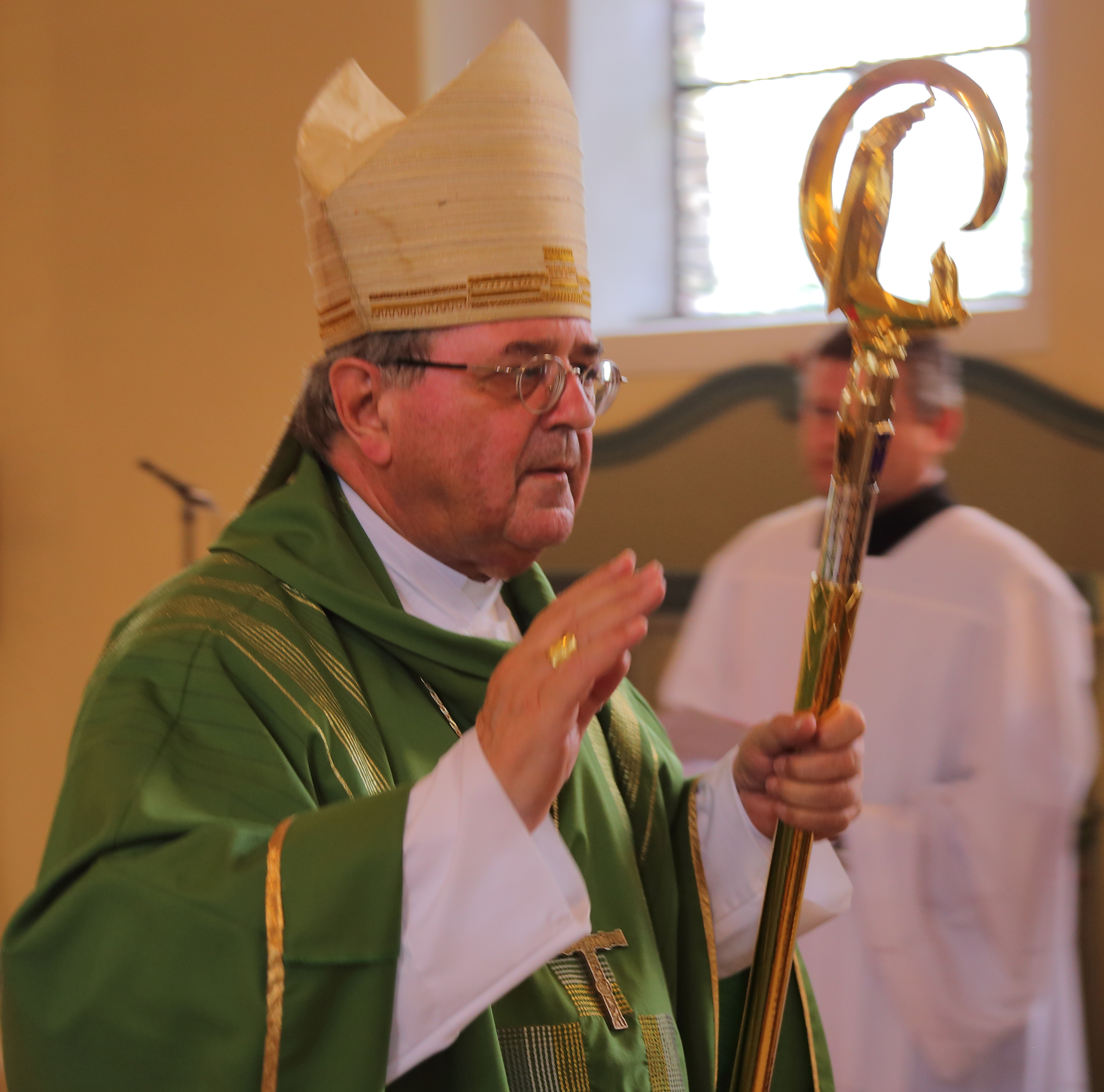
Beim Euthymia-Tag 2014 in Halverde.

## Schriften (Auswahl)
- Theologische Fakultäten im Spannungsfeld von Staat und Kirche nach dem Preußenkonkordat. Dissertation, 1978.
- als Herausgeber zusammen mit Reinhard Lettmann: Il leone di Münster e Hitler. Clemens August Cardinale von Galen; la sua attività episcopale nel periodo della dittatura Nazionalsocialista in Germania. Rom, Freiburg und Wien 1996.
- Edith Stein. Eine Kurzbiographie. Leutesdorf 1998, ISBN 3-7794-1412-0.
- Schwester Maria Euthymia (1914–1955). Ein verborgenes Leben für Gott und die Menschen. Kevelaer 2000, ISBN 3-7666-0266-7.
- Spuren der Sehnsucht. Pilgerfahrten ins Heilige Land. Kevelaer und Aachen 2000, ISBN 3-7666-0312-4 oder ISBN 3-930701-86-3.
- In deinen Toren werd ich stehen. Pilgerfahrten ins Heilige Land. Kevelaer und Aachen 2004, ISBN 3-7666-0611-5 oder ISBN 3-936342-31-8.